# ショッピングクロスすいすい
ショッピングクロスすいすいは、広島県府中市に存在するショッピングセンター。

## 概要
正式名称は「協同組合上下ショッピングセンター」。愛称は「すいすい」。2018年12月20日に一時コインランドリーを除く全テナントが閉店したが、2019年1月に三原市に本社を置くスーパーマーケットのフレックスが居抜き出店し、復活した。
スーパーの出店を契機に、100円ショップなどのテナントも入店し、2019年11月にはホームセンターユーホー跡地にコメリハード＆グリーンが出店した。

## テナント
- フレックス上下すいすい店
- すいすいたちばなや(衣料品)
- コインランドリーしゃぼん
- ワッツウィズ[3]
- コメリハード＆グリーン[4]

## 交通
- JR福塩線上下駅徒歩10分